# Bristol derby
Le Bristol derby est le nom donné au derby entre les clubs du Bristol City et du Bristol Rovers. Cette rivalité se réfère à l'antagonisme entre les principaux clubs de football de Bristol, en Angleterre.
Le bilan des confrontations est à l'avantage de City qui a gagné 43 matchs, contre 29 pour Rovers.
Le palmarès des deux clubs confirme cet avantage : en effet, City a remporté 4 titres dans des compétitions nationales, alors que Rovers en a remporté 2 dans des compétitions nationales.

## Histoire
La première confrontation entre les deux clubs remonte au 22 septembre 1894 à Bedminster alors qu'ils s'appelaient encore Bristol South End et Eastville Rovers. Le match s'est terminé par la victoire de l'Eastville Rovers sur le score de 3-1.
La dernière confrontation eut lieu le 27 février 2007 au Memorial Stadium, lors de la demi-finale du Johnstone's Paint Trophy. Ce sont les Rovers qui s'imposèrent sur le score de 1-0, se propulsant ainsi vers la finale de la coupe qu'ils perdront 3-2.

## Statistiques
Bristol City a remporté 43 derbys, tandis que les Bristol Rovers n'en ont remporté que 29.
Bristol City a souvent été dans une division supérieure à celle des Rovers, ce qui explique qu'ils ne se sont pas rencontrés dans un match de championnat depuis la saison 2000-2001.
|                        | Victoires de City | Matchs nuls | Victoires des Rovers | Buts de City | Buts des Rovers |
| ---------------------- | ----------------- | ----------- | -------------------- | ------------ | --------------- |
| Au domicile de City    | 24                | 18          | 11                   | 86           | 55              |
| Au domicile des Rovers | 19                | 15          | 18                   | 68           | 68              |
| Total                  | 43                | 33          | 29                   | 154          | 123             |

## Records
Plus grand nombre de buts en un match : 8 (City-Rovers : 5-3)

Plus grande victoire de City : 5-0

Plus grande victoire des Rovers : 5-1

## D'un club à l'autre

### De City aux Rovers
- Steve Phillips
- David Clarkson

### Des Rovers à City
- Marcus Stewart
- Peter Beadle
- Brian Williams
- Matty Taylor